# アーサー・オコンクウォ
アーサー・チュクエズゴ・オコンクウォ（Arthur Chukwuezugo Okonkwo, 2001年9月9日 - ）は、イングランドのロンドン出身のプロサッカー選手。EFLチャンピオンシップ・レクサムAFC所属。ポジションはゴールキーパー。

## 経歴

### アーセナル
2009年に8歳でアーセナルFCのユースアカデミーに加入。早くから頭角を現し、15歳の時点でU-18チームのベンチに登録され、17歳でU-23チームの試合に出場した。
2018-19シーズンはU-18 プレミアリーグで準優勝した。
2019-20シーズンは怪我により1試合も出場できなかった。
2020-21シーズン、プレミアリーグ2のブライトンFC戦で2度のセーブを記録した。同シーズンはU-21チームの一員としてEFLトロフィーで優勝した。
2021年7月にアーセナルとプロ契約を結び、同月13日のハイバーニアンFCとの親善試合にてトップチームデビューした。この試合ではチームメイトのセドリック・ソアレスによるバックパスの判断を誤って失点を許し、チームは1-2で敗れた。2024年6月3日、契約期間満了につき6月30日をもってアーセナル退団となることが公式発表された。

#### クルー・アレクサンドラ

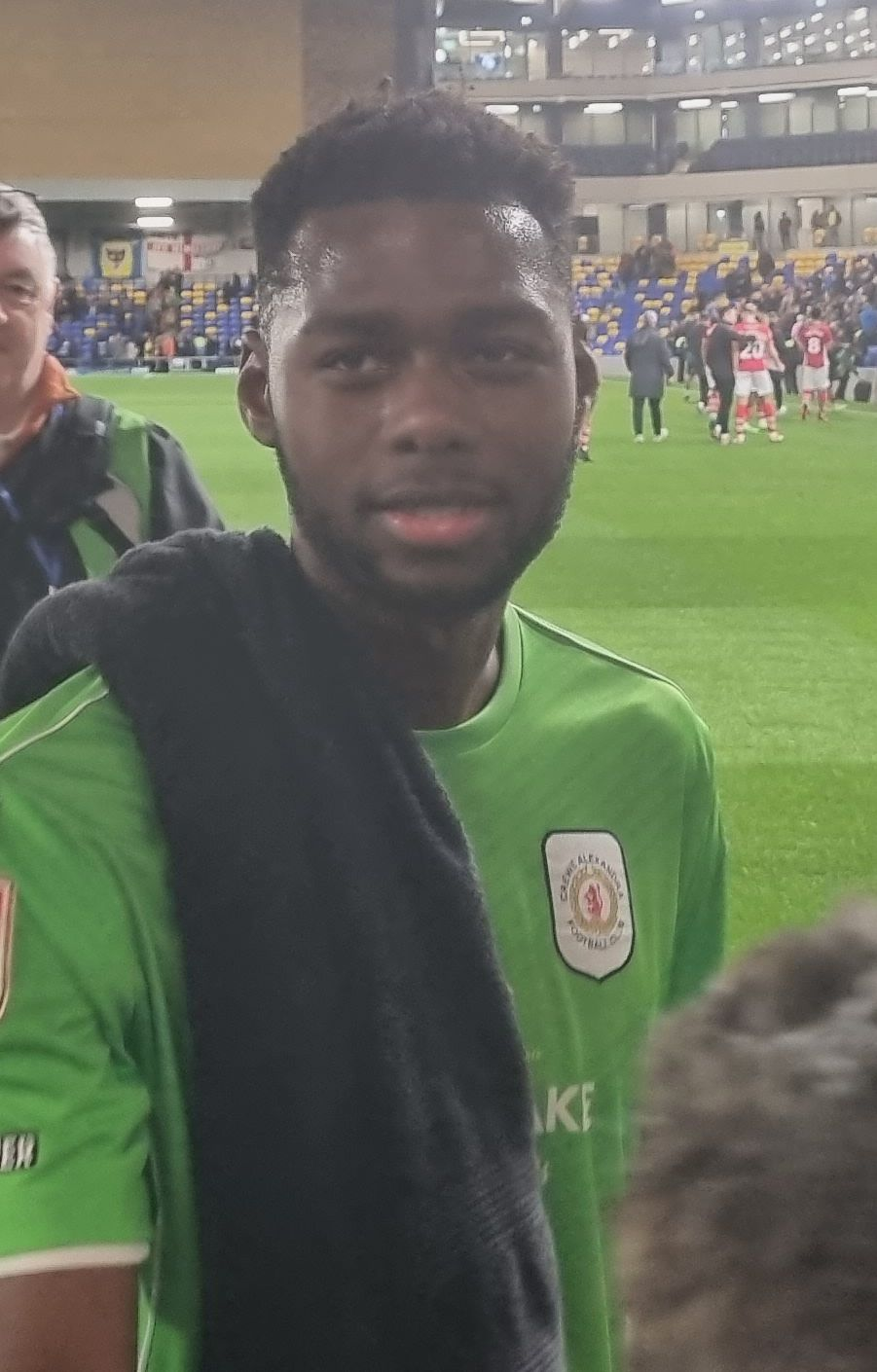
クルー・アレクサンドラFCでのオコンクウォ
(2022年)

2022年7月29日にEFLリーグ2のクルー・アレクサンドラFCに期限付き移籍した。翌30日の試合に出場してプロデビューし、8月6日のハローゲート・タウンFC戦で初のクリーンシートを記録した。26試合に出場し、うち10試合でクリーンシートを記録した。

#### シュトゥルム・グラーツ

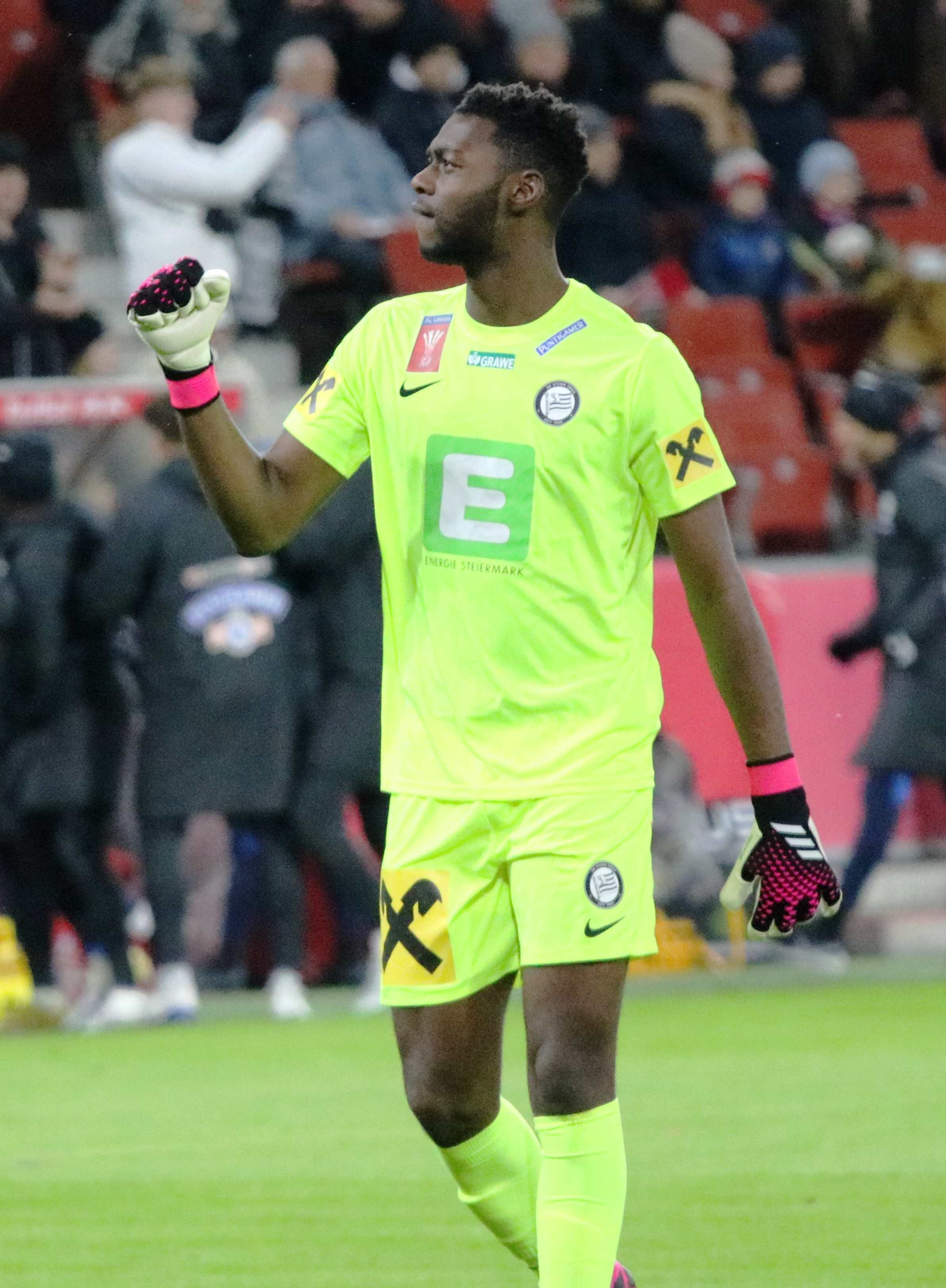
SKシュトゥルム・グラーツでのオコンクウォ
(2023年)

2023年1月16日にオーストリア・ブンデスリーガのSKシュトゥルム・グラーツへ期限付き移籍した。4月30日にオーストリア・カップ決勝のSKラピード・ウィーン戦に出場し、チームは2-0で勝利して優勝した。

### レクサム
2023年9月1日に、正ゴールキーパーのベン・フォスターが引退したレクサムAFCに期限付き移籍した。11月28日の試合で顎を痛め、手術を受けた。
2023-24シーズン終了後にアーセナルとの契約を満了してレクサムへ完全移籍し、3年契約を結んだ。

## 代表歴
2016年から2019年まで、世代別のイングランド代表でプレーした。ナイジェリアの代表資格も持つ。

## プレースタイル
影響を受けた選手としてペトル・チェフ、ダビド・デ・ヘアを挙げている。
キーパー以外のポジションについては、「やったことはあるけど自分には向いていなかった。セーブするスリルを楽しんでいるよ。」と語っている。

## 家族
弟のブライアンもアーセナルのユースアカデミーでゴールキーパーとしてプレーした。

## タイトル

### クラブ
シュトルム・グラーツ
- オーストリア・カップ：1回（2022-23）